# Gábor Tusnády
Gábor Tusnády (né en 1941) est un mathématicien hongrois lauréat du prix Széchenyi, membre à part entière de l'Académie hongroise des sciences. Ses domaines de recherche sont la théorie des probabilités, les statistiques mathématiques, la bio-informatique et les applications des mathématiques. Avec ses collègues, il a développé le principe de conservation de l'entropie et décrit d'importantes généralisations stochastiques.

## Carrière
Gábor Tusnády est né à Mátészalka le 21 décembre 1941.
Il obtient son diplôme en 1959 puis s'inscrit au département de mathématiques de la Faculté des sciences naturelles de l'université Loránd-Eötvös. Il y obtient un diplôme de mathématiques en 1964. Il obtient ensuite un poste de chargé de cours dans son département. En 1965, il est transféré à l'Institut mathématique de l'Académie hongroise des sciences (depuis 1999, l'Institut de recherche mathématique Alfréd-Rényi de l'Académie hongroise des sciences) en tant qu'associé scientifique. Plus tard, il est nommé associé principal, conseiller scientifique, puis enseignant-chercheur. Entre 1995 et 1998, il a travaillé comme professeur d'université à l'université Lajos Kossuth de Debrecen et en 1996, il a obtenu son habilitation. En outre, il a enseigné des cours de mathématiques appliquées avec Miklós Simonovits dans diverses universités.
En 1979, il a soutenu sa thèse de candidat en mathématiques et en 1994, il a soutenu sa thèse de doctorat académique. Il est devenu membre du comité mathématique de l'Académie hongroise des sciences et du comité biométrie-biomathématique. Un an après avoir obtenu son doctorat universitaire, en 1995, il est élu membre correspondant de l'Académie hongroise des sciences et en 2001, membre ordinaire. En plus de ses fonctions académiques, il est membre du comité de rédaction de l'Association mathématique János Bolyai, des Applied Mathematics Journals et de la Studia Scientiarum Mathematicarum Hungarica.

## Travaux
Son principal domaine de recherche concerne la théorie des probabilités, les statistiques mathématiques, la bio-informatique et les applications des mathématiques.
Avec János Komlós et Péter Major, il est l'auteur en 1975-1976 du théorème d'approximation de Komlós-Major-Tusnády,.
Avec ses collègues, il a établi le principe de la conservation de l'entropie, déterminé la faible vitesse de convergence pour la somme de variables aléatoires indépendantes et identiquement distribuées et développé une nouvelle méthode d'analyse des courbes CD. Dans le domaine de la bio-informatique et des biomathématiques, il a étendu l'héritage multifactoriel aux troubles sélectifs et à l'optimisation des formes quadratiques.
De plus, il traite du phénomène des têtes claires dans le domaine de la stochastique (il en a donné une description générale), de la convergence de l'algorithme EM, de la comparaison d'échantillons bidimensionnels avec hybridation, de l'analyse de séries temporelles, et la modélisation des processus concurrentiels basée sur des mesures approfondies.

## Prix et distinctions
- Prix Alfréd-Rényi (1977) (refusé)
- Prix de l'Académie hongroise des sciences (1978) [3]
- Prix Paul-Erdős (1982)
- Médaille commémorative Tibor-Szele (1998)
- Prix Széchenyi (2014)

## Publications
- Information Sources with Different Cost Scales and the Principle of Conservation of Entropy (avec Imré Csiszár et Gyula Katona, 1969)
- On Sequences of „Pure Heads” (avec János Komlós, 1975)
- An Approximation of Partial Sums of Independent RV’s, and the Sample DF I–II. (co-auteur, 1976)
- Information Geometry and Alternating Minimization Procedures (avec Imrév Csiszár, 1984)
- Aetiological Studies of Isolated Common Congenital Abnormalities in Hungary (avec Endre Czeizel, 1984)
- On Optimal Matchings ( avec Miklós Ajtai et János Komlós, 1984)
- Multiple Congenital Abnormalities (avec Endré Czeizel et László Telegdi, 1986)
- Convex Constrain Analysis: A Natural Deconvolution of Circular Dichroism Curves of Proteins (co-auteur, 1991)
- Cold Target Competition Analysis of the Classical Activation Pathway of Complement-mediated Cytotoxicity (co-auteur, 1992)
- Extrema of Sums of Heterogeneous Quadratic Forms (co-auteur, 1998)
- The degree sequence of a scale-free random graph (co-auteur, 2001)
- Reconstruction of Kauffman networks applying trees (co-auteur, 2006)

## Sources
- A Magyar Tudományos Akadémia tagjai 1825–2002 III. (R–ZS). Főszerk. Glatz Ferenc. Budapest: MTA Társadalomkutató Központ. 2003. 1333. o.
- MTI Ki Kicsoda 2009, Magyar Távirati Iroda Zrt., Budapest 2008, 1133. old.,  (ISSN 1787-288X)
- Adatlap a Magyar Tudományos Akadémia oldalán
- Bejegyzés az Országos Doktori Tanács honlapján